# Страницкий, Йозеф Антон
Йозеф Антон Страницкий (англ. Stranitzky Joseph Anton, 10 сентября 1676, Книттельфельд, Штирия, Австрийская империя — 19 мая 1726, Вена, Австрийская империя) — австрийский актёр, драматург и театральный режиссёр. Считается основателем старинного венского народного театра и изобретателем образа венского балаганного шута — Хансвурста (Hanswurst).

## Биография
Родился 10 сентября 1676 года, предположительно, в Книттельфельде в Штирии (Австрия). Его родителями были актёры Венцель Страницки («Венцеслав Стрэнницкий») и Марии Барбары Страницки.
В 1699 году поступил в странствующую труппу, которая выступала в то время Мюнхене.
Около 1705 года Страницкий со своей женой Марией Моникой поселился в Вене.
В 1706 году он выступал на площади Новый Рынок (Нойер Маркт) в Вене, всегда в деревянных будках.
В 1711 году Страницкий стал арендатором Кертнертортеатер (Kärntnertortheater)— нового каменного здания.
Со своей труппой « Немецкие комедианты» («Teutscher Komödianten») , основанной в 1706 году, он составлял конкуренцию актерам Commedia dell’arte. Он разработал для себя комический образ венского Hanswurst — балаганного комедианта. Комический персонаж немецкого народного театра был значительно грубее, чем итальянские. Страницкий пародировал придворные оперы, которые он переводил с итальянского и французского. Образ Хансвурста в сочетании с пародируемыми операми получался очень забавным. Этот «малый» понравился народу. Ему стали подражать другие артисты, например, зять и преемник Страницкого Готфрид Прехаузер.
Страницкий был также торговцем вином и с юных лет практиковался в удалении зубов. В те времена для артистов это было обычным делом. Страницкий был сертифицирован медицинским факультетом Венского университета как «дантист и стоматолог». Его сын Августин (1712—1740) также работал дантистом.
Йозеф Антон Страницкий умер 19 мая 1726 года в возрасте 49 лет в «Доме Комедии» недалеко от Кернтнертора в Вене. Официальной причиной смерти был «внутренний пожар» (лихорадка).
В 1938 году его именем была названа улица Страницкигассе в Венском районе Мейдлинг.